# Trận Bàu Bàng, 1965
Trận Bàu Bàng, 1965 là trận tập kích của Sư đoàn 9 Quân Giải phóng miền Nam (QGP) vào Lữ đoàn bộ binh 3, Sư đoàn bộ binh 1 của Quân đội Hoa Kỳ, diễn ra vào ngày 12 tháng 11 năm 1965 tại ấp Bàu Bàng (cách Thủ Dầu Một 25 km về phía Bắc). Đây được coi là trận đánh ở cấp sư đoàn đầu tiên của Quân Giải phóng miền Nam trong Chiến tranh Việt Nam.

## Bối cảnh
Đầu tháng 11 năm 1965, quân báo Mỹ nhận định các đơn vị của Sư đoàn 9 QGP và Tiểu đoàn Phú Lợi đang hoạt động ở khu vực Bàu Bàng (Lai Uyên, Bàu Bàng, Bình Dương) dọc đường 13. Ngày 10 tháng 11 năm 1965, Lữ đoàn 3 Sư đoàn Bộ binh 1 Mỹ mở cuộc hành quân Bushmaster I nhằm giải tỏa và kiểm soát đường 13, hỗ trợ cho Sư đoàn 5 Quân lực Việt Nam Cộng hòa. Sáng 12 tháng 11 năm 1965, Sư đoàn 9 QGP tấn công lực lượng Mỹ ở ấp Bàu Bàng. Lịch sử Sư đoàn 9 gọi là trận Bàu Bàng lần thứ 2, còn phía Mỹ gọi là Battle of Ap Bau Bang I.

## Diễn biến
Trong 2 ngày đầu tiên của cuộc hành quân Bushmaster I, quân Mỹ không gặp trở ngại gì. Chiều 11 tháng 11 năm 1965, cụm quân đóng lại tại khu vực phía nam ấp Bàu Bàng gồm Đại đội A Tiểu đoàn 2/2 Bộ binh; Đại đội A (xe bọc thép) Tiểu đoàn kỵ binh 1/4, tiểu đoàn bộ và Đại đội C (pháo 105 mm) Tiểu đoàn pháo binh 2/33 (Tính theo biên chế trên giấy tờ, tổng cộng khoảng 600 - 650 quân, khoảng 20 xe bọc thép và 6 pháo 105mm).
Sáng 11 tháng 11 năm 1965, Bộ Tư lệnh Sư đoàn 9 QGP quyết định tập trung phần lớn lực lượng của sư đoàn (thiếu Trung đoàn 1) tiến công quân Mỹ ở Bàu Bàng. Lực lượng trực tiếp tham gia trận đánh là Trung đoàn 2 (Trung đoàn Đồng Xoài) được tăng cường 2 đại đội của Tiểu đoàn 8 Trung đoàn 3. Tiểu đoàn 7 Trung đoàn 3 làm dự bị, Tiểu đoàn 9 Trung đoàn 3 làm nhiệm vụ chặn viện. Do triển khai gấp, hầu hết các bộ chỉ huy trung đoàn đều không liên lạc được với các tiểu đoàn; sau đó, QGP tiếp tục tung vào Tiểu đoàn 1, Trung đoàn 1 vẫn liên lạc được với Bộ Tư lệnh Sư đoàn.
04 giờ 10 phút ngày 12 tháng 11, toàn bộ các đơn vị Mỹ được báo động để sẵn sàng tiếp tục cuộc hành quân vào lúc 05 giờ 30 phút. Lúc 05 giờ 06 phút, đạn cối dội xuống trận địa phòng ngự và tiếp theo đó là các đợt xung phong của bộ binh QGP. Trận đánh Bàu Bàng bắt đầu.
Trong 2 đợt tấn công đầu tiên, QGP tấn công từ phía Nam lên và phía Đông sang nhằm vào khu vực do Đại đội A xe bọc thép và 1 trung đội bộ binh Mỹ phòng thủ. Tuy nhiên 2 đợt tấn công này bị hỏa lực của các xe bọc thép đẩy lùi.
Đến 7 giờ, QGP mở đợt tấn công thứ 3 và lớn nhất từ hướng bắc có súng cối và ĐKZ yểm trợ, đánh vào khu vực do Đại đội A Tiểu đoàn 2/2 Bộ binh (thiếu 1 trung đội) và Đại đội C pháo 105 mm phòng thủ. Các đợt xung phong bị hỏa lực súng bộ binh và pháo 105 mm bắn thẳng của quân Mỹ ngăn chặn quyết liệt, tuy nhiên cũng đã có 1 tiểu đội QGP lọt qua vành đai phòng thủ, dùng lựu đạn tấn công khẩu đội 1 pháo 105 mm làm chết 2 và bị thương 4 lính Mỹ.
Từ 06 giờ 45 phút, quân Mỹ sử dụng cường kích A-1H và A-4 của Hải quân chi viện, đồng thời ném bom CBU vào các vị trí được cho là nơi đặt cối và ĐKZ của QGP trong ấp Bàu Bàng.
Trước tình hình khó khăn, Bộ Tư lệnh Sư đoàn 9 QGP quyết định đưa lực lượng dự bị là Tiểu đoàn 7 Trung đoàn 3 vào trận. Khoảng 9 giờ, QGP tăng cường tấn công từ hướng Tây Bắc. Lần này Không quân Mỹ sử dụng 1 phi đội F-100 ném bom napalm trực tiếp xuống bộ binh và các vị trí súng cối của QGP. Các đợt xung phong tiếp tục bị quân Mỹ đẩy lùi.
Trận đánh kéo dài trong khoảng 6 giờ, sau đó QGP tổ chức rút lui về hướng Tây Bắc.

## Kết quả
Trong trận Bàu Bàng, phía Mỹ tổn thất 20 chết và 103 bị thương, 2 xe bọc thép M-113 và 3 xe M-106 chở cối 106,7 mm bị phá hủy, 3 xe M-113 bị bắn hỏng. Theo tài liệu Mỹ, quân Mỹ "đếm được" 198 thi thể QGP và ước tính 250 bị thương. Theo tài liệu Việt Nam, Sư đoàn 9 có 109 hy sinh và 200 bị thương. Cũng theo tài liệu của Việt Nam, 2.000 quân Mỹ thuộc toàn Sư đoàn bộ binh 1 đã bị loại khỏi vòng chiến đấu trong trận đánh này.
Theo tài liệu Lịch sử Quân y quân đội nhân dân Việt Nam - tập 2 (1954 - 1968), trận này Trung đoàn 2 của Sư đoàn 9 có tỷ lệ tử vong hỏa tuyến so với tổng số bị thương đến 48%.
Song song với các chiến dịch ở Tây Nguyên và Quảng-Đà, QGP mặc dù được cổ vũ tinh thần rất to lớn và sẵn sàng cơ động, càng đánh người Mỹ càng lo sợ, nhưng không thể thắng được Mỹ bằng cách đánh trực diện giống như khi đối đầu với QLVNCH vì thương vong của QGP cũng tăng cao. QGP từ bỏ tham vọng tiêu diệt các đơn vị quân Mỹ quy mô trung đoàn và chỉ tập kích Mỹ ở quy mô dưới trung đoàn. Bản thân quân đội Hoa Kỳ cũng không thể tiêu diệt được QGP và biết được thực lực của bộ đội chủ lực rất đáng gờm.